# Bạch Sùng Hy
Bạch Sùng Hy (sinh ngày 18 tháng 3 năm 1893 – 1 tháng 12 năm 1966, bính âm: 白崇禧), tự Kiện Sinh (健生), là một tướng lĩnh quân phiệt của Trung Hoa Dân Quốc, gốc người Hồi thiểu số theo dòng Hồi giáo Sunni ở Trung Quốc. Ông cũng là Bộ trưởng Bộ Quốc phòng của Trung Hoa Dân Quốc trong giai đoạn 1946 – 1949. Mặc dù có quyền tự trị tương đối khá lớn và độc lập ở Quảng Tây so với chính phủ trung ương, nhưng ông luôn là đồng minh thân cận của Tưởng Giới Thạch trong các vấn đề chính trị ở Trung Quốc.

## Thời kỳ quân phiệt
Bạch sinh ra ở Quế Lâm, Quảng Tây. Ông là hậu duệ của một thương nhân Ba Tư tên là Baiderluden; con cháu Baidurluden đổi họ thành Bạch. Tên Hồi của ông là Omar Bạch Sùng Hy. Ông là người thứ hai trong ba anh em trai. Gia đình họ được cho là đến từ Tứ Xuyên.
Năm 14 tuổi, Bạch nhập học trường Thiếu sinh quân Quảng Tây ở Quế Lâm, một ngôi trường kiểu hiện đại do Thái Ngạc tổ chức để hiện đại hóa Quân đội Quảng Tây. Bạch và các bạn đồng học Hoàng Thiệu Hoành và Lý Tông Nhân về sau trở thành ba lãnh tụ của quân đội Quảng Tây. Có một dạo, Bạch bỏ học tại trường quân sự theo yêu cầu của gia đình và theo học tại trường dân sự Luật và Chính trị Quảng Tây.
Cách mạng Tân Hợi bùng nổ năm 1911, Bạch gia nhập một đoàn Sinh viên Cảm tử. Hoàng Thiệu Hoành là đội trưởng. Sau khi đăng lính vào quân đoàn Nam Kinh, ông chuyển từ quân đoàn sang học trường Lục quân Trừ bị số 2 ở Vũ Xương. Ông tốt nghiệp năm 1914, sau đó trải qua khóa huấn luyện 6 tháng trước khi nhập học khóa 3 trường quân sự Bảo Định vào tháng 6 năm 1915. Ông trở thành sĩ quan tập sự Sư đoàn 1 Quảng Tây và trở lại Quảng Tây.
Bạch vươn lên nắm quyền trong giai đoạn quân phiệt bằng cách liên minh với Hoàng Thiệu Hoành (phó chỉ huy Tiểu đoàn "kiểu mẫu" trong Sư đoàn 1 Quảng Tây) và Lý Tông Nhân để ủng hộ lãnh tụ Quốc dân đảng Tôn Dật Tiên. Liên minh này, mang tên Tân Quế hệ, chống lại quân phiệt Quảng Tây Lục Vinh Đình (陸榮廷) năm 1924. Liên minh thắng lợi giành được quyền kiểm soát Quảng Tây cho Quốc dân Đảng, và Bạch và Lý đại diện nhóm lãnh đạo Quảng Tây mới.
Trong Chiến tranh Bắc phạt (1926–1928), Bạch là Tham mưu trưởng Quân đội Cách mạng Quốc dân và có nhiều cống hiến trong những chiến thắng trước các thế lực quân phiệt phương Bắc, với chiến lược sử dụng tốc độ, cơ động và sự bất ngờ để đánh bại lực lượng địch lớn hơn. Ông chỉ huy quân Đông lộ đánh chiếm Hàng Châu và Thượng Hải năm 1927. Là Tư lệnh đồn trú Thượng Hải, Bạch cũng tham gia cuộc thanh trừng các phần tử Cộng sản trong Quân đội Cách mạng Quốc dân ngày 4 tháng 4 năm 1927 và thanh trừng các công đoàn ở Thượng Hải. Bạch cũng chỉ huy các đơn vị tiên phong tiến vào Bắc Kinh đầu tiên và được xem là viên tư lệnh có công kết thúc Chiến tranh Bắc phạt. Với những công lao trong Chiến tranh Bắc phạt, ông được tôn xưng danh hiệu Tiểu Gia Cát. Bạch chỉ huy lực lượng Quốc dân đảng trong vụ Thảm sát Thượng Hải 1927, bắt bớ và giết hại những người Cộng sản. Ông cho phép lãnh tụ Cộng sản Chu Ân Lai bỏ trốn sau khi ra lệnh bắt giữ ông ta. Truyền thông phương Tây về sau đặt cho ông biệt danh "Người chặt đầu Cộng sản".
Năm 1928, trong Chiến tranh Bắc phạt, Bạch chỉ huy quân Quốc dân đảng đánh bại tướng Trương Tông Xương thuộc Phụng hệ, bắt sống 2 vạn trong tổng số 5 vạn quân của ông ta và suýt nữa bắt được cả Trương, nhưng Trương đã kịp trốn thoát sang Mãn Châu.

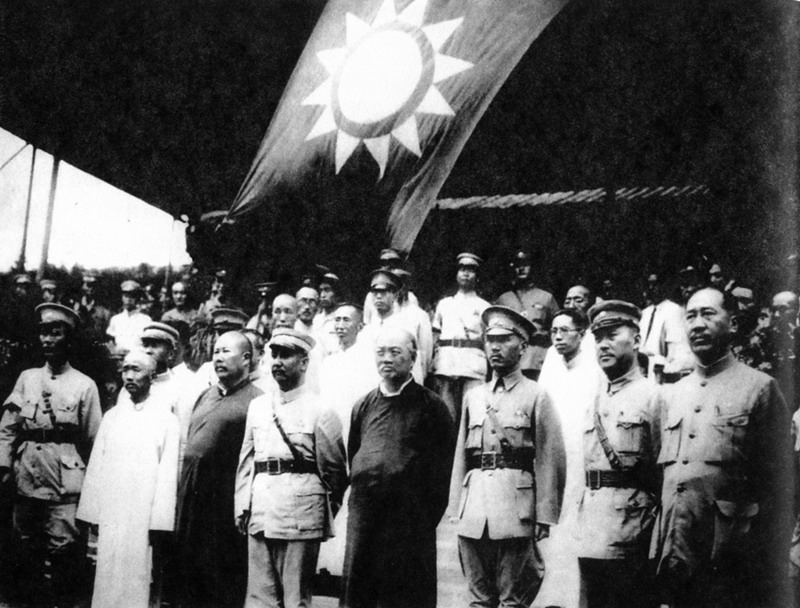
Các tướng lĩnh, quan chức Trung Hoa trước Lăng Tôn Dật Tiên ở Bắc Kinh năm 1928 sau khi Chiến tranh Bắc phạt thắng lợi. Từ phải sang trái: Thành Tuấn, Trương Tác Bảo, Trần Điều Nguyên, Tưởng Giới Thạch, Ngô Kính Hằng, Diêm Tích Sơn, Mã Phúc Tường, Mã Tứ Đạt, và Bạch Sùng Hy.

Bạch có trong tay khoảng 2.000 lính Hồi trong lúc ở lại Bắc Kinh năm 1928 sau Bắc phạt, và tạp chí TIME tường thuật rằng họ hoành hành khắp Bắc Kinh. Tại Bắc Kinh, tháng 6 năm 1928, Bạch Sùng Hy tuyên bố rằng các lực lượng Quốc dân đảng sẽ đánh chiếm Mãn Châu, và các kẻ thù của Quốc dân đảng sẽ "tan tác như lá khô trước gió".
Dự định của Bạch phá sản vào tháng 12 năm 1928. Ông định huy động 6 vạn quân từ Đông Trung Hoa sang Tân Cương để xây dựng đường sắt, như một phòng tuyến ngăn chặn sự bành trướng của Nga Xô ở Tân Cương. Kế hoạch này được một số người cho là nhằm chống lại Phùng Ngọc Tường.
Khi Chiến tranh Bắc phạt kết thúc, Tưởng Giới Thạch bắt đầu tìm cách loại bỏ các thế lực Quảng Tây. Có lúc vào năm 1929, Bạch phải trốn sang Việt Nam. Từ năm 1930-1936, Bạch có công trong công cuộc tái thiết Quảng Tây trở thành một tỉnh "kiểu mẫu" với chế độ hành chính tiến bộ. Quảng Tây cung cấp hơn 90 vạn lính trong chiến tranh chống Nhật.
Trong Nội chiến Trung Hoa, Bạch chống lại phe Cộng sản. Trong Vạn lý Trường chinh, Bạch Sùng Hy cho phép quân Cộng sản đi Quảng Tây.
Có năng lực và mẫn cán là một trong những điểm nội bật của Bạch tại Trung Hoa.

## Chiến tranh Trung-Nhật lần thứ 2
Giao tranh chính thức bùng nổ ngày 7 tháng 7 năm 1937 giữa Trung Hoa và Nhật Bản với Sự biến Lư Câu Kiều bên ngoài Bắc Kinh. Ngày 4 tháng 8 năm 1937, Bạch tái tham gia Chính phủ trung ương theo lời mời của Tưởng Giới Thạch. Trong Chiến tranh Trung-Nhật lần thứ 2 (1937–1945), ông là Phó Tổng tham mưu trưởng phụ trách chiến dịch và huấn luyện. Ông là chiến lược gia chủ chốt đã thuyết phục Tưởng áp dụng chiến lược "Chiến tranh tổng lực", theo đó Trung Hoa sẽ đổi không gian lấy thời gian, đánh du kích sau lưng địch, và phá hoại hậu cần địch khi có cơ hội. Khi đội quân Nhật được trang bị và huấn luyện tốt hơn tiến lên, quân Trung Hoa sử dụng chiến thuật tiêu thổ trên đường tiến quân của địch để cắt nguồn cung cấp tại chỗ của họ. Bạch cũng tham gia vào nhiều chiến dịch quan trọng, bao gồm chiến thắng lớn đầu tiên tại Trận Đài Nhi Trang ở tỉnh Sơn Đông vào mùa xuân năm 1938 khi ông phối hợp với tướng Lý Tông Nhân đánh bại kẻ thù mạnh hơn. Trung Hoa cầm chân được quân Nhật trong vài tháng. Sau đó, Bạch được bổ nhiệm làm Tư lệnh Văn phòng hành quân trong Hội đồng Quân sự ở Quế Lâm, chỉ huy các quân khu 3, 4, 7, và 9. Trên cương vị đó, ông giám sát cuộc phòng thủ Trường Sa, thủ phủ tỉnh Hồ Nam, thành công. Từ năm 1939 - 1942, quân Nhật tấn công Trường Sa ba lần nhưng đều bị đẩy lùi. Bạch cũng chỉ huy Trận Nam Quảng Tây và Trận Côn Lôn Quan đánh chiếm lại Nam Quảng Tây.
Quân Quảng Tây của Bạch được xem là đội quân "chủ bài" trong chiến tranh chống Nhật, và Bạch được xem là viên tướng có khả năng lãnh đạo cuộc kháng cự của người Trung Hoa trong trường hợp Tưởng Giới Thạch bị ám sát. Đa phần người Trung Hoa cho rằng Tưởng, lãnh tụ Trung Hoa, chọn Bạch để kế nhiệm ông ta.
Vì từ chối tuân lệnh Tưởng nếu thấy rằng chúng không hợp lý, Bạch Sùng Hy bị cô lập trong hàng ngũ tướng lĩnh.
Theo Bạch, jihad (thánh chiến) chống Nhật là nghĩa vụ tôn giáo với tất cả người Hồi giáo Trung Hoa sau năm 1937 trong Chiến tranh Trung-Nhật lần thứ 2.
Bạch cũng bảo trợ việc ấn bản Yuehua Hồi giáo ở Quế Lâm, in những câu từ trong kinh Quran và Hadith giải thích vai trò lãnh tụ Trung Hoa của Tưởng Giới Thạch.
Bạch đề câu chủ nghĩa quốc gia Trung Hoa và sự thống nhật Hồi-Hán trong chiến tranh chống Nhật.
Trong chiến tranh, Bạch tới những tỉnh Tây Bắc Trung Hoa theo Hồi giáo thuộc quyền họ Mã và thuyết phục các tướng Mã hệ chống Nhật.

## Nội chiến Trung Hoa
Sau sự đầu hàng của Nhật Bản năm 1945, Nội chiến Trung Hoa lại bùng nổ. Mùa xuân năm 1946, phe Cộng sản hoạt động tích cực ở Mãn Châu. Một đơn vị Quân giải phóng Nhân dân tinh nhuệ gồm 10 vạn quân dưới quyền tướng Cộng sản Lâm Bưu chiếm một giao lộ đường sắt quan trọng ở Tứ Bình. Quân Quốc dân đảng không thể đánh lui Lâm sau vài trận đánh, và Tưởng Giới Thạch sau đó cho Bạch đến chỉ huy chiến dịch. Sau vài thay đổi, các lực lượng Quốc dân cũng đánh đuổi được quân Lâm sau 2 ngày giao chiến. Đây là chiến thắng quan trọng đầu tiên của Quốc dân đảng trong giai đoạn 1946-1949 trước khi thua trận ở đại lục.
Tháng 6 năm 1946, Bạch được bổ nhiệm làm Bộ trưởng Quốc phòng. Đây chỉ là chức vị hữu danh vô thực vì Tưởng bắt đầu bỏ qua Bạch trong những quyết sách quan trọng. Tưởng tổ chức những cuộc họp hàng ngày ở tư dinh mà không mời Bạch và bắt đầu chỉ huy các đơn vị tiền phương đến cấp sư đoàn, bỏ qua hệ thống mệnh lệnh từ trên xuống. Quân Quốc dân đảng thất bại thảm hại trong Nội vì chiến thuật giữ thành thị bỏ nông thôn của Tưởng nhanh chóng làm sụp đổ đạo quân một thời chiếm ưu thế 4:1 về quân số ở thời điểm bắt đầu chiến tranh.
Trong cuộc nổi loạn Y Lê, Bạch được chính phủ cân nhắc bổ nhiệm vào chức Chủ tịch tỉnh Tân Cương. Chức vụ này về sau được trao cho Masud Sabri, một lãnh tụ Hồi thân Quốc dân đảng.
Tháng 4 năm 1948, Quốc dân Đại hội lần thứ 1 họp ở Nam Kinh, quy tụ hàng ngàn đại biểu từ khắp Trung Hoa đại diện cho các tỉnh và các nhóm sắc tộc khác nhau. Bạch Sùng Hy, với tư cách Bộ trưởng Quốc phòng, báo cáo với Đại hội về tình hình quân sự, hoàn toàn bỏ qua Bắc Trung Hoa và Mãn Châu trong báo cáo. Các đại biểu từ Mãn Châu phản ứng bằng cách hét to phản đối và đòi tử hình những người chịu trách nhiệm đánh mất Mãn Châu.
Tháng 11 năm 1948, Bạch, chỉ huy quân đội ở Hán Khẩu, họp với các tướng lĩnh khác, Phó Tác Nghĩa, Trương Trị Trung và Tưởng Giới Thạch ở Nam Kinh về việc phòng thủ Từ Châu, cửa ngõ vào thung lũng sông Dương Tử.
Bạch phát biểu với Ủy ban Trung ương Quốc dân đảng rằng đàm phán với phe Cộng sản chỉ càng khiến họ mạnh hơn. Tuy nhiên Chủ tịch tỉnh Hồ Nam Trình Tiềm và Bạch lại thống nhất rằng họ sẽ trì hoãn bước tiến của quân Cộng sản bằng cách đàm phán.
Tháng 1 năm 1949, khi phe Cộng sản ngày càng gần với chiến thắng, hầu hết các nhân vật trong Quốc dân đảng bắt đầu yêu cầu đàm phán hòa bình và chống lại Tưởng. Bạch Sùng Hy quyết định ngả theo khuynh hướng chung, và chống lệnh Tưởng Giới Thạch, từ chối đánh quân Cộng sản gần sông Hoài và yêu cầu gửi trả những binh lính mà ông đã "cho mượn", để ông có thể giữ vững Quảng Tây và bỏ qua Chính phủ trung ương Nam Kinh. Bạch là Tư lệnh 4 quân đoàn ở miền Trung Trung Hoa quanh khu vực Hán Khẩu. Ông cũng đòi chính phủ đàm phán với phe Cộng sản. Bạch được trao quyền chỉ huy phòng thủ Thủ đô Nam Kinh. Ông gửi đi một điện tín yêu cần Tưởng Giới Thạch từ chức Tổng thống, giữa một cơn bão kiến nghị của các yếu nhân trong quân đội và chính quyền Quốc dân đảng đòi Tưởng từ chức và hòa đàm với phe Cộng sản.
Khi tướng Cộng sản Lâm Bưu tấn công lực lượng của Bạch Sùng Hy ở Hán Khẩu, họ nhanh chóng rút lui, bỏ ngỏ "vựa lúa" của Trung Hoa cho quân Cộng sản. Bạch rút về tổng hành dinh ở Hành Dương trên tuyến đường sắt từ Hán Khẩu tới Quảng Đông. Tuyến đường sắt cũng dẫn về quê nhà của ông là Quế Lâm. Tháng 8, tại Hành Dương, Bạch Sùng Hy tái tổ chức lực lượng. Tháng 10, khi Quảng Đông rơi vào tay quân Cộng sản, lúc này đã kiểm soát hầu hết Trung Hoa, Bạch vẫn còn trong tay 20 vạn quân tinh nhuệ, lui về Quảng Tây cố thủ sau khi thất bại ở Quảng Đông.

## Đài Loan
Những cuộc bạo động theo sau Sự kiện 228 ngày 28 tháng 2 năm 1947 bùng nổ ở Đài Loan do sự bất tài của những viên chức từ trung ương và sự kiện quân đồn trú trấn áp gây thương vong cho cả người gốc Đài Loan và đại lục. Bạch được Tưởng Giới Thạch cử đến điều tra và giúp hòa giải với dân chúng địa phương. Sau 2 tuần, bao gồm những cuộc phỏng vấn với các bộ phận cư dân khác nhau, Bạch gửi về một danh sách đề nghị, gồm thay thế viên Chủ tịch tỉnh, và truy tố viên chỉ huy mật vụ. Ông cũng ân xá cho những sinh viên tham gia với điều kiện cha mẹ họ giám hộ và đảm bảo không tái phạm. Vì những hành động này, mà những người gốc Đài Loan rất kính trọng ông.
Bạch một lần nữa đối lập với Tưởng khi ủng hộ Tướng Lý Tông Nhân, người đồng hương Quảng Tây của ông, ra tranh cử Phó tổng thống trong cuộc bầu cử năm 1948 khi Lý giành thắng lợi trước ứng cử viên do Tưởng chính tay lựa chọn là Tôn Khoa. Tưởng cách chức Bộ trưởng Quốc phòng của Bạch và bổ nhiệm ông trấn giữ miền Trung và Nam Trung Hoa. Lực lượng của Bạch là những đơn vị cuối cùng rút từ đại lục ra đảo Hải Nam rồi ra Đài Loan.
Ông là Tổng tham mưu trưởng từ năm 1927 tới khi từ chức năm 1949. Sau khi đến Đài Loan, ông được bổ nhiệm làm Phó chủ tịch Ủy ban Cố vấn chiến lược phủ Tổng thống. Ông cũng tiếp tục tại nhiệm trong Ủy ban Trung ương Quốc dân đảng. Ông tham gia tái tổ chức đảng từ năm 1950-1952.
Sau khi quân Cộng sản chiến thắng ở Đại lục, một số đơn vị quân Quảng Tây trốn sang Đông Dương thuộc Pháp rồi bị tước vũ khí và giam cầm. Một số khác rút về Hải Nam.
Năm 1951, Bạch Sùng Hy phát biểu với toàn thế giới Hồi giáo kêu gọi thánh chiến chống Liên Xô, khẳng định rằng Joseph Stalin đang âm mưu khơi mào Thế chiến III, Bạch cũng kêu gọi người Hồi giáo chống lại lãnh tụ Ấn Độ Jawaharlal Nehru, buộc tội ông này làm ngơ trước Chủ nghĩa bành trướng Xô viết.
Ông và Tưởng không bao giờ hòa giải và ông sống ẩn dật tới khi mất vì nghẽn mạch máu não ngày 1 tháng 12 năm 1966 ở tuổi 73.
.

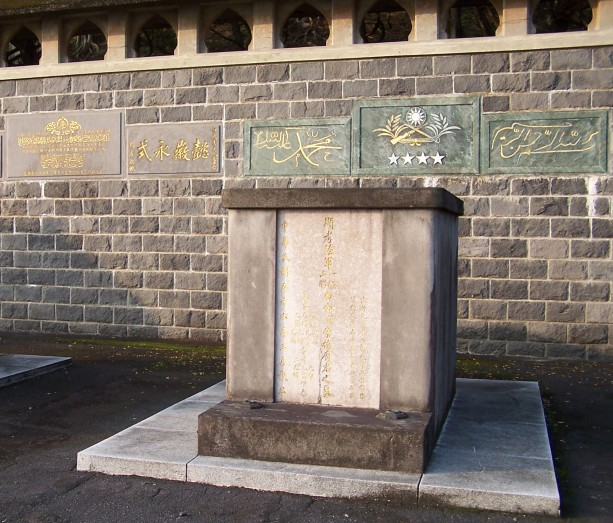
Grave of Bai Chongxi

Bạch được an táng theo nghi thức quân đội, với một lá cờ Thanh thiên bạch nhật Quốc dân đảng. Bạch được chôn cất trong khu Hồi giáo của Nghĩa trang Liuzhangli (六張犁) tại Đài Bắc, Đài Loan.

## Đạo Hồi
Là một người Hồi, ông là Chủ tịch Liên đoàn Bảo vệ Hồi giáo Trung Hoa, rồi Chủ tịch Hiệp hội Hồi giáo Trung Hoa. Bạch Sùng Hy cũng là thành viên Ban Chấp hành Hiệp hội Tôn giáo toàn Trung Hoa, đại diện cho đạo Hồi, những nhóm tôn giáo khác gồm có Trưởng lão Cơ Đốc, Trưởng lão Methodist và Phật giáo Đại thừa.
Bạch gửi con trai Bạch Tiên Dũng vào học trường Cơ Đốc ở Hong Kong.
Trong Chiến tranh Bắc phạt, năm 1926, tại Quảng Tây, Bạch Sùng Hy cho quân lính tàn phá chùa chiền và đập nát các tượng Phật, dùng các ngôi chùa làm trường học và trụ sở Quốc dân Đảng địa phương. Có báo cáo cho rằng hầu hết đền chùa ở Quảng Tây bị Bạch phá hủy trong giai đoạn này. Các nhà sư bị đuổi đi nơi khác. Bạch cũng lãnh đạo cao trào bài ngoại tại Quảng Tây, tấn công người Mỹ, Âu, cũng như những người nước ngoài khác và những nhà truyền giáo ngoại quốc, và về cơ bản biến Quảng Tây thành nơi nguy hiểm cho người nước ngoài. Người phương Tây trốn khỏi tỉnh, trong khi một số người Cơ Đốc Trung Hoa cũng bị tấn công vì bị cho là gián điệp của chủ nghĩa đế quốc.
Ba mục tiêu của phong trào này là bài ngoại, bài đế quốc, và bài tôn giáo. Bạch lãnh đạo phong trào bài tôn giáo chống lại nạn mê tín. Người Hồi không tin vào việc thờ cúng ngẫu tượng (xem thêm Shirk (Hồi giáo)) và tôn giáo của ông có thể đã ảnh hưởng đến quyết định của Bạch chống lại việc thờ cúng ngẫu tượng trong các đền chùa cũng như những phong tục mê tín dị đoan rất phổ biến ở Trung Hoa. Tuy nhiên, Hoàng Thiệu Hoành, cũng là một thành viên phe Tân Quế, cũng ủng hộ chiến dịch của Bạch, dù Hoàng không theo đạo Hồi. Phong trào bài tôn giáo được tất cả các thành viên phe Tân Quế đồng ý, thế nên cũng có thể việc này không có liên quan gì đến tín ngưỡng của Bạch.
Dù là đảng viên Quốc dân đảng, Bạch và những thành viên phe Tân Quế lại cho phép phe Cộng sản tiếp tục tấn công người nước ngoài và phá hủy ngẫu tượng, vì Cộng sản cũng có mục tiêu bài ngoại, tuy nhiên họ vẫn ngăn cản phe Cộng sản đưa ra bất cứ thay đổi xã hội nào.
Các nhà ngoại giao Anh cũng báo cáo rằng ông có uống rượu vang và ăn thịt lợn (vốn bị cấm với người theo Hồi giáo).
Bạch Sùng Hy cũng quan tâm đến Tân Cương, một tỉnh mà Hồi giáo chiếm đa số. Ông muốn tái tổ chức những đơn vị Trung Hoa đã rã ngũ trong tỉnh để ngăn chặn mối đe dọa từ Liên Xô. Bạch từng phát biểu rằng các dân tộc thiểu số Trung Hoa bị các thế lực ngoại bang áp bức. Ông lấy những ví dụ cụ thể, như người Tạng bị người Anh thống trị, người Mãn Châu bị người Nhật thống trị, người Mông bị nước Cộng hòa Nhân dân Ngoại Mông thống trị, và người Hồi Tân Cương bị Liên Xô áp bức. Bạch kêu gọi Trung Hoa giúp đỡ các dân tộc này đánh đuổi ngoại bang khỏi những vùng đất này. Bản thân ông từng muốn lãnh đạo một đội quân chiếm lại Tân Cương cho Trung Hoa, theo gương Tả Tông Đường trong cuộc nổi dậy Dungan. Đồng minh của Bạch trong phe Quảng Tây là Hoàng Thiệu Hoành khởi thảo một kế hoạch xâm lược Tân Cương. Trong Loạn Kumul, Tưởng Giới Thạch đã chuẩn bị gửi đội quân của Hoàng Thiệu Hoành đến hỗ trợ tướng Hồi giáo Mã Trọng Anh chống lại Thịnh Thế Tài, nhưng khi Tưởng nghe tin Liên Xô xâm lược Tân Cương, ông ta quyết định rút lui để tránh một sự kiện tầm quốc tế trong trường hợp quân đội của ông ta đụng độ quân Xô viết, bỏ mặc tướng Mã cô độc chống lại Hồng quân. Hoàng bất mãn, ngờ rằng Tưởng lo sợ phe Quảng Tây sẽ chiếm mất quyền lực ở Tân Cương khỏi tay Chính phủ Nam Kinh của Tưởng.

## Ảnh hưởng
Bạch nổi tiếng là một chiến lược gia quân sự có tài. Evans Carlson, Đại tá Thủy quân lục chiến Hoa Kỳ, nhận định rằng Bạch "được nhiều người xem là viên tướng tài ba nhất trong hàng ngũ quân đội Trung Hoa." Edgar Snow thậm chí còn gọi ông là "một trong những tư lệnh thông minh và đắc lực nhất so với bất cứ quân lực nào trên thế giới."
Con trai Bạch là Kenneth Bạch Tiên Dũng, kịch tác gia người Hoa hiện sống tại Mỹ. Bạch và vợ có 10 người con, 3 gái và 7 trai. Tên của họ lần lượt là Patsy, Diana, Daniel, Richard, Alfred, Amy, David, Kenneth, Robert và Charlie. Vợ ông là bà Mã Bồi Xương, kết hôn với ông năm 1925.
Trong 10 người con của họ, ba người đã qua đời. Những người còn lại hiện sống rải rác tại Hoa Kỳ và Đài Loan.